# دهستان ملاثانی
دهستان ملاثانی، یکی از دهستان‌های بخش مرکزی شهرستان باوی در استان خوزستان ایران است. مرکز این دهستان، روستای صلیعه است.

## جمعیت
بر پایه سرشماری عمومی نفوس و مسکن در سال ۱۳۹۵، جمعیت دهستان ملاثانی برابر با ۶٬۱۴۴ نفر بوده است.